# Zaira
A Zaira Vincenzo Bellini 1829. május 16-án, Palermóban bemutatott kétfelvonásos operája.

## Az opera története
A darab palermói ősbemutató után, a csúfos bukás ellenére, még néhányszor előadásra került, majd 1836-ban, néhány hónappal Bellini halála után Firenzében is bemutatták. Jelentős sikert egyik előadáson sem tudott aratni. A 20. században a Teatro Massino Bellini (a zeneszerző szülővárosában, Cataniában) kétszer újította fel: 1976-ban és 1990-ben. Külföldi bemutatókról nem maradtak fent dokumentumok, így valószínűleg külföldön nem játszották a darabot. A Teatro Massino Bellini a két felújítás zenei anyagát rögzítette, az 1990-es felvételt CD-n is kiadta. A teljes partitúrát máig nem adták ki nyomtatásban, az opera kéziratos példányát ma a nápolyi konzervatóriumban őrzik.
A bukás után Bellini nem dolgozta át a darabot, hanem legtöbb részletét áttette más operáiba. A zenei anyag jelentős részét a Rómeó és Júliába ültette át, de a Zaira több részletére ráismerhetünk a Beatrice di Tenda, Az alvajáró című operákban, sőt, a Bianca és Fernando átdolgozott változatában is.

## Az opera szereplői
| Szereplő                                     | Hangfekvés |
| -------------------------------------------- | ---------- |
| Zaira, francia lány a szultán fogságában     | szoprán    |
| Orosmane, a szultán                          | basszus    |
| Corasmino, a szultán nagyvezíre              | tenor      |
| Nerestano, Zaira testvére                    | alt        |
| Fatima, rabszolganő                          | szoprán    |
| Lusignano herceg, francia fogoly, Zaira apja | basszus    |
| Meledor                                      | tenor      |
| Castiglione                                  | tenor      |

- Történik: a török szultán palotájában és környékén, Szíriában, a 16. században

## Az opera cselekménye

### I. felvonás
A szultán háremében az uralkodó és Zaira esküvőjére készülődnek. Nem mindenki örül a frigynek. Corasmino nagyvezírrel az élükön, több hithű muszlim ellenzi a szultán keresztény nővel kötendő házasságát, ráadásul a szultán Zairát első feleségévé akarja emelni. A nagyvezír azonban nem szállhat nyíltan szembe uralkodója akaratával, más módot kell találnia rá, hogy megakadályozza az esküvőt. Zaira a személye ellen irányuló gyűlölködésről mit sem sejt. Szereti Orosmanét, és boldogan készülődik a vele kötendő házasságra. Árvának hiszi magát, nem tudja, hogy apja és testvére is életben van, keresztény származására pedig csak egy kis kereszt emlékezteti, ami a nyakában lóg. Fatima figyelmezteti a rá váró jövőre, de Zairát csak a szultán iránt érzett szerelme vezérli.
Nerestano érkezik a szultánhoz, akit azért küldtek a francia udvarba, hogy tudassa a királlyal: a szultán hajlandó elengedni Zairát és tíz másik keresztény foglyot, megfelelő váltságdíj fejében. A szultán közli a lovaggal, hogy tíz helyett száz keresztény foglyot szándékozik hazaküldeni, de Zairát és Lusignanót nem bocsátja szabadon. A herceg már igen rossz egészségi állapotnak örvend, hamarosan meg fog halni, Zaira pedig az ő felesége lesz. Zaira kérlelésére azonban a herceget végül mégis szabadon engedi. Az öreg Lusignano a nyakában függő keresztről felismeri Zairában halottnak hitt lányát. Boldogan öleli át mindkét gyermekét. Nehéz szívvel veszi tudomásul, hogy lányát nem áll szándékában hazaküldeni a szultánnak. Nerestano engedélyt kap rá, hogy még egyszer találkozzon testvérével, így elbúcsúzhat tőle.

### II. felvonás
A herceg az utazási előkészületek közben meghal. Utolsó kívánsága, hogy Zaira is hagyja el a török udvart. Mikor a lány megtudja apja kívánságát, úgy dönt, hogy ő is visszatér Franciaországba. A szultán engedélyezi, hogy keresztény szertartás szerint temessék el a herceget, de Zaira nem vehet részt a temetésen. Zaira egy küldönccel megbeszéli, hogy éjjel hol kell találkoznia a testvérével, hogy megszökhessen vele. A nagyvezír kihallgatja a beszélgetésüket, majd értesíti a szultánt menyasszonya terveiről. Közösen keresik fel a megbeszélt helyet és bújnak el a tengerpart fáinak árnyékában.
Nemsokára Nerestano és kísérete lép színre, majd Zaira is megérkezik. A szultán Nerestanót a lány szeretőjének hiszi, ezért nem kegyelmez menyasszonyának. Hirtelen előugrik rejtekhelyéről, és leszúrja a lányt. A haldokló Zaira felfedi az uralkodó előtt, hogy Nerestano nem a szeretője, hanem a testvére. A szultán ezután szégyenében öngyilkos lesz.

## Hangfelvételek
Zaira – Katia Ricciarelli, Orosmane – Simone Alaimo, Corasmino – Ramón Vargas, Nerestano – Alexandra Papadjakou, Lusignano – Lugi Roni, Fatima – Silvano Silbano. Közreműködik: a cataniai Teatro Massimo Bellini ének- és zenekara. Vezényel: Paolo Olmi. A felvétel helye és ideje: az 1990. szeptember 23., 25. és 27-ei élő előadások montázsfelvétele. A kiadás éve: 1991. Nuova Era 6982/83